# Beautiful People (2014)
Beautiful People ist ein italienischer Horrorfilm von Brini Amerigo aus dem Jahr 2014. Amerigos Debütfilm vermischt Motive des Zombiefilms mit dem eines Home-Invasion-Thrillers.

## Handlung
Nibbio ist der Anführer einer Bande von sadistischen Kriminellen, die die Häuser der Reichen überfallen und die dortigen Bewohner zu Tode quälen. Zur Bande gehören Testamento und Nibbios Bruder Brett. Nach einem Hausüberfall, bei dem sie ein Pärchen zwangen, vor dessen gemeinsamer Tochter Sex zu haben, hat Nibbio schon das nächste Objekt ausgemacht. Das Anwesen der Familie Pontecorvo sieht wie leichte Beute aus. Doch was die Sadisten nicht wissen: Im Keller des Hauses betreut Paul Pontecorvo ein kleines Zombie-Experiment.
Es kommt, wie es kommen muss: Den Zombies gelingt die Flucht und sie fallen sowohl über die Familie als auch über die Gangster her. Brett bietet sich der Frau der Familie als Fluchthelfer an. Gerade als sie weit genug von den Zombies entfernt sind, überkommt ihn, der seinem Bruder als zu weich gilt, doch noch sadistische Lust und er vergewaltigt die Frau. Anschließend schlägt er sich weiter durch die Wildnis, während die Zombie-Invasion erst richtig Fahrt aufnimmt.
Während des Abspanns werden Nachrichtenaufnahmen von dem Zombieausbruch gezeigt.

## Hintergrund
Das Drehbuch wurde laut Autor Andrea Cavaletto im Wesentlichen von Quentin Tarantinos und Robert Rodriguez’ From Dusk Till Dawn geprägt. Wie in diesem Film gibt es eine Zweiteilung in der Story und eine scheinbar „normale“ Familie wird von Gangstern gequält. Die Charakterzeichnung von Nibbler und die Konsumkritik dagegen soll an Funny Games erinnern. Der Filmtitel ist eine Hommage an Marilyn Mansons Hit Beautiful People, ein umgangssprachlicher Ausdruck für die Reichen und Schönen, an denen sich der Antagonist der Geschichte rächen will. Im Film wird das Zombieprojekt auch so betitelt. In den Vereinigten Staaten dagegen heißt der Film Dead House.
Der Dreh fand in einer Villa nahe Reggio nell’Emilia statt. Der Film wurde als Low-Budget-Film umgesetzt und innerhalb von zehn Tagen abgedreht.
Die Veröffentlichung im deutschsprachigen Raum erfolgte zunächst 2018 über i-catcher media in einer um drei Minuten gekürzten Fassung. Am 28. August 2020 erschien eine ungekürzte Fassung im Mediabook über Excessive Pictures.

## Rezeption
Der Film wurde vom Genrepublikum mit gemischten Gefühlen aufgenommen. Einige Rezensenten bemängelten die häufigen und langen Vergewaltigungsszenen, die nach ihrer Ansicht nicht in einen Horrorfilm gehören. Auf der Medienseite Die Medienhuren wurde er als „billig heruntergekurbelte[s] Splatterfilmchen“ bezeichnet, das „statt Handlung, Charaktere und Spannung gänzlich auf nihilistische Gewalt setzt. Die ist allerdings ganz gut gemacht und unsere unsympathischen Protagonisten bringen wenigstens etwas Präsenz mit. Für die Gore-Bauern wahrscheinlich interessant, für alle anderen ein Griff in die Toilette!“ Auf Filmchecker schrieb Marcel Demuth: „Trotz schonungsloser Härte hat der Film ein Problem und das ist der leidlich gelungene Versuch Home-Invasion-Horror mit splattriger Zombie-Thematik zu vermischen. Zwar liest sich der Mix durchaus interessant; die Umsetzung ist jedoch nur bedingt gelungen. (…) Die Protagonisten verhalten sich dämlich und übertriebene Fress- und Splattermomente lassen den bedrohlich-ungemütlichen Ton vergessen, auf den anfänglich noch sehr viel Wert gelegt wurde. Wir meinen: die erste Stunde ist Top – die letzten 30 Minuten ein Flop.“ Ähnlich beschreibt es die Schweizer Seite Moviecops.ch: „BEAUTIFUL PEOPLE ist ein typisches Beispiel für einen Film, der stark anfängt und zum Schluss hin ebenso stark nachlässt. Schade!“